# 伊娃·诺加利斯
伊凡潔莉娜·「伊娃」·诺加利斯·德拉莫雷納（西班牙語：Evangelina Nogales de la Morena，1965年5月16日—），生于西班牙旧科尔梅纳尔，西班牙裔美国人，劳伦斯伯克利国家实验室生物物理学家，加利福尼亞大學柏克萊分校教授，曾于2015年至2020年任分子与细胞生物学系生物化学、生物物理学与结构生物学教研室主任。现为霍华德·休斯医学研究所研究员。
诺加利斯是使用电子显微镜进行大分子复合物结构和功能表征的先驱，曾利用电子晶体学获取微管蛋白原子结构，确定重要抗癌药物紫杉醇的结合位点。她也是结合冷冻电镜、计算图像分析及生化分析，深入了解生物复合物及分子机器功能及调节的领导者。其研究揭示了与癌症及其他疾病治疗相关的细胞功能的各个方面。

## 早年与教育经历
伊娃·诺加利斯于1988年获得马德里自治大学物理学学士学位，1992年在同步辐射源工作的时候获得基尔大学博士学位。

## 科研生涯
在劳伦斯伯克利国家实验室肯·唐宁（Ken Downing）实验室展开博士后研究期间，伊娃·诺加利斯率先利用电子晶体学获取微管蛋白原子结构，确定紫杉醇的结合位点。1998年，伊娃成为加利福尼亞大學柏克萊分校分子与细胞生物学系助理教授，2000年成为霍华德·休斯医学研究所研究员。随着冷冻电子显微术不断发展，她成为了利用该技术研究微管蛋白结构功能、大分子组装体（如真核转录）及转录起始复合物（多梳复合物PRC2和端粒酶）的领导者。

## 个人生活
伊娃的丈夫霍华德·帕德莫尔（Howard Padmore）是劳伦斯伯克利国家实验室的物理学家，两人育有两个儿子。

## 部分著作
- Nogales, Eva; Whittaker, Michael; Milligan, Ronald A.; Downing, Kenneth H. . Cell. 1999-01-08, 96 (1): 79–88. ISSN 0092-8674. PMID 9989499. doi:10.1016/s0092-8674(00)80961-7 .
- Löwe, J; Li, H; Downing, K. H; Nogales, E. . Journal of Molecular Biology. 2001-11-09, 313 (5): 1045–1057. ISSN 0022-2836. PMID 11700061. doi:10.1006/jmbi.2001.5077.
- Nogales, Eva. . Annual Review of Biophysics and Biomolecular Structure. 2001-06-01, 30 (1): 397–420. ISSN 1056-8700. PMID 11441808. doi:10.1146/annurev.biophys.30.1.397.

## 奖项与荣誉
- 2000年：霍华德·休斯医学研究所研究员[2]
- 2005年：美國細胞生物學學會青年奖（英语：Early Career Award）[14]
- 2006年：查博特科学卓越奖（Chabot Science Award for Excellence）[15]
- 2015年：蛋白质学会（英语：Protein Society）多萝西·克劳福特·霍奇金奖（Dorothy Crowfoot Hodgkin Award）[16]
- 2015年：当选美国国家科学院院士[17]
- 2016年：当选美国文理科学院院士[18]
- 2018年：美國細胞生物學學會女性细胞生物学委员会高级奖（英语：WICB Junior and Senior Awards）[19]
- 2019年：格里姆韦德生物化学奖章（Grimwade Medal for Biochemistry）[20]
- 2021年：当选美国科学促进会会士[21]
- 2023年：邵逸夫獎[7]